# Gnypeta brevicornis
Gnypeta brevicornis är en skalbaggsart som beskrevs av Thomas Casey 1906. Gnypeta brevicornis ingår i släktet Gnypeta och familjen kortvingar. Inga underarter finns listade i Catalogue of Life.